# هاروارد گرافیک
هاروارد گرافیک (به انگلیسی: Harvard Graphics)، یک برنامه گرافیکی و ارائه مطلب سازگار با کامپیوترهای IBM بود؛ که نسخه اول آن با عنوان هاروارد پرزنتیشن گرافیک (Harvard Presentation Graphics) برای سیستم عامل داس (MS-DOS) در سال ۱۹۸۶ توسط شرکت پخش نرم‌افزار (Software Publishing Corporation (SPC)) منتشر شد و سهم بالایی از بازار را بدست آورد؛ اما، در سال ۲۰۱۷ ورشکست شد و از بازار خارج شد.

## تاریخچه
گرافیک هاروارد یکی از نخستین برنامه‌های نرم‌افزاری کاربردی کسب و کار دسک تاپ بود که به کاربران امکان می‌داد داده‌های متنی، گرافیکی، و نمودارها را در نمایش اسلایدهای سفارشی وارد کنند. نسخه اصلی می‌تواند داده‌ها را از لوتوس (Lotus)، نسخهٔ ۱-۲-۳ یا سمفونی لوتوس (Lotus Symphony)، نمودارهای ایجاد شده در Symphony یا PFS Graph و متن ASCII وارد کند. این نرم‌افزار می‌تواند متن و گرافیک را به Computer Graphics Metafile و pfs صادر کند. استفاده از گرافیک برداری نتایج متفاوتی را در نمایشگرهای CGA و EGA رایج آن زمان به وجود می‌آورد، اما خروجی معمولاً به یک چاپگر اسلایدی یا یک پلاتر رنگی ارسال می‌شد.
عبارت «پرزنتیشین» از سال ۱۹۸۷ و بعد از ارائه‌ای که توسط ماریو چاوز، کارل هو، لنوره کروای و دانا تام ساخته شده بود، از نام هاروارد پرزنتیشن گرافیک حذف شد. هاروارد گرافیک نسخهٔ ۲٫۰ توانایی وارد کردن جدیدترین داده‌های صفحه گستردهٔ لوتوس ۱-۲-۳ را قبل از تولید گرافیک و همچنین ترسیم و حاشیه نویسی برای نمودارها، اضافه کرد. نسخهٔ هاروارد گرافیک ۳٫۰ در سال ۱۹۹۱ منتشر شد و عملکردهای ویرایشی بهتری را ارائه داد، اما گرافیک و قابلیت‌های خروجی آن از رقبایی مانند Aldus Persuasion و Lotus Freelance بهتر عمل می‌کردند.
از هاروارد گرافیک به عنوان محصول تحت سیستم عامل ویندوز ۹۵ توسط شرکت پخش نرم‌افزار استرالیایی هاروی نورمن استفاده شد.

## ورشکستگی
از اواخر دهه ۱۹۸۰، هاروارد گرافیک با تغییر بازار به مایکروسافت ویندوز دست و پنجه نرم می‌کرد. SPC در سال ۱۹۹۱ نسخه ای را برای مایکروسافت ویندوز ۳٫۰ منتشر کرد، اما سهم بازار آن هرگز به ۷۰ درصدی که قبلاً داشت نزدیک نشد. بازار ویندوز تحت سلطهٔ نرم‌افزار مایکروسافت پاورپوینت (Microsoft PowerPoint) و سپس نرم‌افزار پاورپوینت (PowerPoint) در بستهٔ نرم‌افزاری مایکروسافت آفیس (Microsoft Office) قرار گرفت.
در سال ۱۹۹۶، شرکت سریف حقوق انحصاری بازاریابی را برای شرکت هاروارد گرافیک، خریداری کرد و مسئولیت پشتیبانی محصول را بر عهده گرفت. سریف به بازار هاروارد گرافیک برای ویندوز ۹۸ و سایر نرم‌افزارها با مارک هاروارد گرافیک را ادامه داد تا اینکه در اواسط سال ۲۰۱۷ محصول از بازار خارج شد.